# Moustoir-Ac
Moustoir-Ac è un comune francese di 1 774 abitanti situato nel dipartimento del Morbihan nella regione della Bretagna.

## Società

### Evoluzione demografica
Abitanti censiti